# Associazione Calcio Montichiari 2011-2012
Questa voce raccoglie le informazioni riguardanti l'Associazione Calcio Montichiari nelle competizioni ufficiali della stagione 2011-2012.